# 1599

## أحداث
- نهاية الحرب ضد سييسموند في 1599 والتي بدأت في 1598.

24 يوليو - خلع الملك السويدي سيغيسموند الثالث فاسا من قبل عمه الدوق كارل، الذي يتولى منصب وصي الدولة حتى 1604، عندما أصبح الملك كارل التاسع.

## مواليد
- أوليفر كرومويل
- إسكندر السابع
- دييغو فيلازكيز